# Stiliho
Flavij Stiliho (ok. 359 – 22. avgust 408) je bil vojaški poveljnik v rimski vojski, ki je za nekaj časa postal najvplivnejši človek v Zahodnem rimskem cesarstvu. Bil je vandalskega porekla in poročen s Sereno, nečakinjo cesarja Teodozija I. Postal je skrbnik mladoletnega Honorija. Po devetih letih boja proti barbarskim in rimskim sovražnikom so politične in vojaške katastrofe končno omogočile njegovim sovražnikom na Honorijevem dvoru, da so ga odstranili z oblasti. Njegov padec je dosegel vrhunec z njegovo aretacijo in usmrtitvijo leta 408.

## Izvor in vzpon na oblast
Stiliho  (grško Στιλίχων Stilíchōn) je bil sin vandalskega konjeniškega častnika in provincialke rimskega rodu. Kljub očetovemu poreklu malo kaže, da bi se Stiliho imel za kaj drugega kot za Rimljana, njegov visok položaj v cesarstvu pa nakazuje, da verjetno ni bil Arijec kot mnogi germanski kristjani, temveč nicejski kristjan, kot je bil njegov pokrovitelj Teodozij I. razglasil nicejsko krščanstvo za uradno vero cesarstva.
Stiliho se je pridružil rimski vojski in napredoval med vladavino Teodozija I., ki je vladal vzhodni polovici rimskega imperija iz Konstantinopla in ki naj bi postal zadnji cesar, ki je skupaj vladal tako vzhodni kot zahodni polovici cesarstva. Leta 383 ga je Teodozij poslal kot odposlanca na dvor perzijskega kralja Šapurja III. v Ktezifonu, da bi se pogajal o mirovni poravnavi v zvezi z razdelitvijo Armenije. Po vrnitvi v Konstantinopel po uspešnem zaključku mirovnih pogajanj je bil Stiliho povišan v comes sacri stabuli in kmalu zatem v comes domesticorum. Leta 393 je Teodozij povišal Stiliha v comes et magister utriusque militiae in mu dal poveljstvo nad pohodom proti Gotom na Balkanu. Cesar je priznal, da je Stiliho lahko dragocen zaveznik, in da bi z njim ustvaril krvno vez, je Teodozij poročil svojo posvojeno nečakinjo Sereno s Stilihom. Poroka je potekala v času Stilihovega poslanstva v Perziji in na koncu je Serena rodila sina, ki se je imenoval Evherij, ter dve hčerki, Marijo in Thermantijo.
Po smrti zahodnega cesarja Valentinijana II. leta 392 je Stiliho pomagal dvigniti vzhodnorimsko vojsko, ki jo je Teodozij vodil do zmage nad zahodno vojsko v bitki pri Mrzli reki, in bil eden od vzhodnih voditeljev v tej bitki. Eden od njegovih tovarišev med kampanjo je bil vizigotski vojskovodja Alarik I., ki je poveljeval znatnemu številu gotskih pomožnih enot. Alarik je postal Stilihov glavni nasprotnik med njegovo kasnejšo kariero poveljnika zahodnorimske vojske. Stiliho se je odlikoval pri Mrzli reki in Teodozij, ki ga je pohod izčrpal, je v njem videl moža, vrednega odgovornosti za prihodnjo varnost cesarstva. Zadnji cesar združenega Rima je malo pred smrtjo leta 395 Stiliha imenoval za varuha svojega sina Honorija s činom comes et magister utriusque militiae praesentalis (vrhovni poveljnik).
V času Teodozijeve smrti so bile poljske vojske, ki so se spopadle pri Mrzli reki, še vedno v neredu in boji so se še vedno nadaljevali. Klaudijan, Stilihov panegirist (tisti, ki hvali), Teodozijevemu duhu reče: »Ko sem bil povzdignjen v nebesa, sem nered ... in nemir pustil za seboj. Vojska je v tisti alpski vojni še vedno izvlekla prepovedan meč, osvajalci in premagani pa so dajali drug razlog za razdor. Komaj je to norost lahko umirila moja budnost, še manj pa fantovsko pravilo ... 'Takrat je Stiliho prevzel moje mesto ...«

## Služenje Honoriju
Po Teodozijevi smrti je Honorij postal cesar Zahodnega rimskega cesarstva, njegov brat Arkadij pa je bil postavljen na vzhodni prestol v Konstantinoplu. Ker sta bila oba mladoletna, je Teodozij Stiliha imenoval za skrbnika Honorija do njegove polnoletnosti. Morda mu je bila dodeljena podobna vloga v zvezi z Arkadijem, čeprav ne obstaja neodvisno preverjanje tega. Nobeden se ni izkazal za močnega voditelja in Stiliho je postal de facto vrhovni poveljnik rimske vojske na zahodu, medtem ko je njegov tekmec Rufin postal sila za prestolom na vzhodu. Da bi okrepil svojo oblast nad cesarjem, je Honoriju leta 398 dal v zakon svojo hčer Marijo, po njeni smrti pa Termantijo leta 408. Stiliho je uporabil svoje vojaško vodstvo ter Honorijevo mladost in neizkušenost, da je utrdil svojo oblast nad cesarstvom, čeprav si je pri tem pridobil veliko tekmecev in sovražnikov, tako na zahodu kot na vzhodu.

### Prva kampanja proti Alariku leta 395
Prvič se je s takšno dvorno politiko srečal leta 395. Po bitki pri Mrzli reki so se Goti pod svojim novim kraljem Alarikom vračali na svoja dodeljena ozemlja v Spodnji Meziji, ko so se odločili za napad na podeželje. S tem je Alarik dejansko prelomil svojo pogodbo z Rimom. Na žalost Rimljanov so bile vojske Vzhodnega cesarstva zaposlene s hunskimi vpadi v Malo Azijo in Sirijo. Rufin, pretorijanski prefekt vzhoda, se je poskušal osebno pogajati z Alarikom. Uradniki v Konstantinoplu so sumili, da je Rufin povezan z Goti. Stiliho je vodil vojsko, ki je zmagala pri Mrzli reki in je bila še vedno zbrana v Italiji, na Balkan, da bi se spopadla z Goti, in jih na koncu obkolila nekje v Tesaliji. Po Klavdijanu jih je Stiliho lahko uničil, vendar mu je Arkadij ukazal, naj vrne sile Vzhodnega cesarstva in zapusti Ilirik. Stiliho je zameril ukazom, saj je bil v položaju, da bi premagal Alarikove Gote, a jih je vseeno ubogal. Ko so sile vzhodnega cesarstva prispele v Konstantinopel, sta jim Arkadij in Rufin odjahala naproti. Na tem sestanku so vojaki umorili Rufina. Mnogi zgodovinarji sumijo, da je Stiliho vpleten v ta atentat/umor Rufina.

### Kampanja v Galiji leta 396
Leta 396 se je Stiliho boril proti Frankom in drugim germanskim plemenom v Galiji. Kampanjo je uporabil za dvig morale zahodne vojske – ki je v državljanskih vojnah proti Teodoziju doživela tri zaporedne poraze – in za rekrutiranje germanskih pomožnih vojakov, da okrepi svoje osiromašene vrste.

### Druga kampanja proti Alariku leta 397
Naslednje leto, leta 397, je Stiliho porazil Alarikove sile v Makedoniji, vendar je sam Alarik pobegnil v okoliške gore. Edward Gibbon, ki se opira na Zosima, kritizira Stiliha, ker je bil preveč prepričan v zmago in se vdajal razkošju in ženskam, zaradi česar je Alariku omogočil pobeg. Sodobna stroka se s tem ne strinja in najde vrsto možnih razlag, vključno z Arkadijevim ukazom, ki mu je naročil, naj evakuira Vzhodno cesarstvo, nezanesljivostjo njegovih večinoma barbarskih čet, Gildojevim uporom v Afriki ali možnostjo, da preprosto nikoli ni bil tako blizu Alariku, kot predlaga Klavdijan.

### Gildojev upor leta 398
Kasneje istega leta se je Gildo, comes et magister utriusque militiae per Africam (poveljnik vseh čet v Afriki), uprl. Izjavil je svojo namero, da postavi afriške province, ključni vir oskrbe Rima z žitom, pod nadzor Vzhodnega cesarstva. Stiliho je poslal Mascezela, Gildovega brata, v Afriko z vojsko, ki je upor hitro zatrla. Toda po vrnitvi v Italijo je bil Mascezel utopljen v vprašljivih okoliščinah, morda na ukaz ljubosumnega Stiliha. Leta 400 je Stiliho prejel najvišjo čast v rimski državi z imenovanjem za konzula.

### Invazija Piktov leta 398
Stiliho se je v tem času bojeval tudi v Britaniji, verjetno leta 398. Kampanja proti Piktom je zelo sporna. Čete, ki so branile britanske province, so verjetno premagale invazijo Piktov brez kakršne koli podpore Stiliha – za katerega nikoli ni zabeleženo, da bi leta 398 zapustil Italijo. Kritična analiza Klaudijana kaže, da je šlo slabo. Stiliho pa je poslal ukaze in sredstva za okrepitev obrambe okoli Hadrijanovega zidu.

### Alarikov vdor v Italijo leta 401
Leta 401 je Stiliho vodil predhodno vojsko iz Italije v Retijo in Norik kot odgovor na invazijo Vandalov in Alanov. Alarik je začutil priložnost in napadel Italijo in oblegal Mediolanum (sodobni Milano), kjer je bival Honorij. Leta 402 se je Stiliho vrnil v Italijo in z izbrano predhodnico pohitel naprej pred svojo glavnino, prekinil obleganje Mediolanuma in rešil obleganega cesarja. Eden od njegovih poveljnikov ga je rotil, naj se umakne iz Italije, vendar je Alarik to zavrnil. V presenetljivem napadu na velikonočno nedeljo leta 402 je Stiliho premagal Alarika v bitki pri Pollenciji in ujel njegov tabor in ženo. Sam Alarik je z večino svojih ljudi uspel pobegniti. Ta bitka je bila zadnja zmaga, proslavljena v zmagoslavnim pohodom v Rimu. Pri Veroni je Stiliho spet premagal Alarika, ki mu je uspelo pobegniti z zmanjšano močjo. Sklenjeno je bilo premirje in Alarik je odšel v Ilirik, kjer so ga in njegove može naselili v mejnih provincah Norik in Panonijo (verjetno Pannonia Secunda).

### Radagaisusov vdor leta 405
Leta 405 je Radagais, kralj enega od gotskih plemen severno od Donave, povedel združeno silo Gotov, Alanov, Svebov in Vandalov čez Donavo in Alpe v Italijo. To je zmotilo Stilihove načrte, da s pomočjo Alarika ponovno zavzame Ilirik Vzhodnemu imperiju. Stiliho, ki strga skupaj silo okoli 20.000 mož (trideset numerov rimskih vojakov s podpornimi enotami federatov Alanov in Hunov) je z različnimi obupanimi metodami, vključno s prizadevanji za vpis sužnjev v vojsko v zameno za njihovo svobodo, pri Ticinumu (sodobna Pavia) vodil to silo na začetku sezone kampanje leta 406 proti Radagaisu. Na srečo za Stiliha je Radagais svoje sile razdelil na tri dele; dva sta plenila po italijanskem podeželju, medtem ko je največji kontingent – pod samim Radagaisom – oblegal Florentijo. Stiliho je s celotno vojsko krenil proti Radagaisu pri Florenciji, uspel ga je presenetiti in ujel skoraj celotno njegovo vojsko. [28] [29] Stiliho je usmrtil Radagaisa in v svojo vojsko vključil 12.000 njegovih bojevnikov. Ostali so bili razprodani kot sužnji.[30]
Leta 405 je po Rutiliju Namatianu, De Reditu 51–60, Stiliho ukazal uničenje Sibilskih knjig (latinsko Libri Sibyllini) . Razlogi za to niso znani in zgodbe ni mogoče preveriti.

### Pohod v Ilirik leta 406
Konec leta 406 je Stiliho zahteval vrnitev vzhodne polovice Ilirika (ki ga je Teodozij prenesel pod administrativni nadzor Konstantinopla) in zagrozil z vojno, če bi se Vzhodnorimsko cesarstvo uprlo. Natančni razlogi za to niso jasni, obstaja pa več teorij: 
- 1) Stiliho je želel Ilirik kot bazen vojakov za svojo vojsko (rekrutiranje vojakov v zahodnih provincah se je izkazalo za težavno, ker je večino sposobnih moških zaposlovala zahodna elita, česar si on ni mogel privoščiti).
- 2) Stiliho se je bal, da bi Italijo lahko vdrli iz Ilirika, če ne bi sam nadzoroval škofije (neposredno ali posredno prek Alarika).
- 3) Stiliho je načrtoval nevtralizirati Alarika kot grožnjo tako, da bo njega in njegove v bitkah prekaljene enote uporabil za obrambo Zahodnega cesarstva in ga postavil za come et magister militum per Illyricum (Stiliho in Alarik bi prevzela Ilirik iz Vzhodnega cesarstva, Alarik bi branil Ilirik, prepušča Stilihu svobodo, da se osredotoči na sever). Možna je tudi kombinacija vseh treh.[27][28]

## Propad
Da bi zaščitil Italijo pred vpadi Alarika (401–402) in Radagaisa (405–406), je Stiliho resno izčrpal rimske sile, ki so branile mejo ob Renu. Pustil ga je braniti »samo z vero Germanov in starodavnim terorjem rimskega imena«, kot je rekel Gibbon. Leta 406 našega štetja je koalicija Vandalov, Alanov in Svebov (Kvadi, Markomani in Alemani) iz srednje Evrope prispela na mejo z Renom. Franki, rimski zavezniki na severnem Porenju, so poskušali Vandalom preprečiti vstop v cesarstvo in so se z njimi bojevali na skrajnem bregu Rena. Vandali so s pomočjo Alanov porazili Franke, izgubili pa so svojega kralja Godigisela. 31. decembra 406 je koalicija prestopila slabo branjeno mejo ob Renu. Ti novi migranti so nadaljevali z opustošenjem galskih provinc ter sprožili vojaške upore tam in v Britaniji. Stilihov ugled si po tej katastrofi ne bo nikoli opomogel.
Uničenje, ki se je zgodilo v Galiji, in pomanjkanje učinkovitega odziva dvora v Raveni sta podprla upor Konstantina III. v Britaniji, ki ga Stiliho ni mogel zadušiti. Ko je Konstantin premaknil svoje sile v Galijo, je Stiliho poslal svojega podrejenega Sarusa, da bi mu nasprotoval. Sarus je imel nekaj začetnih uspehov, dosegel je veliko zmago in ubil oba Konstantinova magistri militum, vendar ga je sila pomoči odgnala nazaj in rešila upor. Sarus se je umaknil in Stiliho se je odločil zapreti Alpe, da prepreči Konstantinu grožnjo Italiji.
Medtem ko je Konstantinov upor prekinil pogajanja med Alarikom in Stilihom za skupni napad na Ilirik, je Alarik zahteval plačilo, ki mu ga je dolgoval in zagrozil, da bo ponovno napadel Italijo, če ne bo prejel velike količine zlata. Senat, »navdihnjen s pogumom in ne modrostjo svojih predhodnikov«, kot je rekel Gibbon, je bil naklonjen vojni z Alarikom, dokler jih Stiliho ni prepričal, naj popustijo Alarikovim zahtevam. Zaradi tega so bili jezni na Stiliha in eden najbolj odkritih med njimi, Lampadij, je dejal: »Non est ista pax, sed pactio servitutis (To ni mir, ampak pakt o suženjstvu).«
Stilihovi neuspešni poskusi obračunavanja s Konstantinom in govorice, da je že prej načrtoval atentat na Rufina in da namerava po smrti cesarja Arkadija (1. maja 408) na prestol postaviti svojega sina, so povzročile upor. Rimska vojska v Ticinumu se je 13. avgusta 408 uprla in ubila najmanj sedem višjih cesarskih častnikov (Zosim 5,32). John Matthews je opazil, da so naslednji dogodki »podobni kot temeljito usklajen državni udar, ki so ga organizirali Stilihovi politični nasprotniki«. Stiliho se je umaknil v Raveno, kjer so ga odpeljali v ujetništvo. Stiliho se ni upiral in je bil usmrčen 22. avgusta 408, kakor tudi njegov sin Evherij kmalu zatem.

## Posledice
V nemirih, ki so sledili padcu in usmrtitvi Stiliha, so lokalni Rimljani pobili žene in otroke barbarskih foederatov po vsej Italiji. Naravna posledica je bila, da so se ti možje (ocene opisujejo njihovo število na okoli 30.000 močnih) zgrnili v zaščito Alarika in zahtevali, da jih vodijo proti svojim sovražnikom. Vizigotski vojskovodja je torej prečkal Julijske Alpe in začel pohod skozi srce Italije. Do septembra 408 so barbari stali pred obzidjem Rima.
Brez močnega generala, kot je bil Stiliho, Honorij ni mogel storiti veliko, da bi prekinil obleganje, zato je sprejel pasivno strategijo, da bi počakal na Alarika, v upanju, da bo medtem ponovno zbral svoje sile in premagal Vizigote. Sledili sta dve leti političnega in vojaškega manevriranja, ko je Alarik, kralj Gotov, poskušal zagotoviti trajno mirovno pogodbo in pravice do naselitve na rimskem ozemlju. Trikrat je oblegal Rim brez napada, medtem ko je rimska vojska nemočno opazovala, toda šele po četrtem neuspelem poskusu dogovora je bilo Alarikovo obleganje uspešno. Po mesecih obleganja so Rimljani umirali od lakote in nekateri so se zatekli h kanibalizmu. Nato je gotska vojska vdrla skozi vrata in avgusta 410 opustošila mesto. Številni zgodovinarji trdijo, da je bila odstranitev Stiliha glavni katalizator tega monumentalnega dogodka, prvega barbarskega zavzetja Rima v skoraj osmih stoletjih in del padca Zahodnega rimskega cesarstva.

### Primarni viri
- Claudian. "De Bello Gildonico"
- Claudian. "De Consulatu Stilichonis"
- Claudian. "In Eutropium"
- Claudian. "In Rufinum"
- Zosimus. Historia Nova.

### Sodobni viri
- Burns, Thomas (1994). Barbarians within the Gates of Rome: A Study of Roman Military Policy and the Barbarians, CA. 375–425 A.D. Bloomington and Indianapolis: Indiana University Press. ISBN 978-0-25331-288-4.
- Bury, J.B. History of the Later Roman Empire.
- Ferrill, Arther. The Fall of the Roman Empire: The Military Explanation.
- Fletcher, David T. The Death of Stilicho: A Study of Interpretations. Thesis (Ph.D.)--Indiana University, Dept. of History, 2004.
- Gibbon, Edward. The Decline and Fall of the Roman Empire.
- Hodgkin, Thomas. The Barbarian Invasions of the Roman Empire. Vol. 1, the Visigothic Invasion. See Chapters XIII – XVI.
- Hughes, Ian (2010). Stilicho: The Vandal Who Saved Rome. Barnsley: Pen & Sword Military.
- Mazzarino, Santo. Stilicone: La crisi imperiale dopo Teodosio. Rome. 1942.
- O'Flynn, John Michael. "Generalissimos of the Western Roman Empire" The University of Alberta Press, 1983.
- Reynolds, Julian. "Defending Rome: The Masters of the Soldiers" Xlibris, 2012.